# ペルシアンナイト
ペルシアンナイト（英: Persian Knight、2014年3月11日 - ）は、日本の競走馬。主な勝ち鞍は2017年のマイルチャンピオンシップ(GI)、アーリントンカップ(GIII)。
馬名の意味は「ペルシャの騎士」。

## 戦績

### 2歳（2016年）
2016年8月21日小倉の新馬戦に1番人気で出走、好位でレースを進めると直線で楽に抜け出し、ハッシュタグに3馬身差をつけデビュー戦を飾った。2戦目のアイビーステークスは中団追走から直線で外から追い上げるもソウルスターリングの2着と惜敗。その後、12月11日のこうやまき賞は好位追走から直線で馬群を割って抜け出し2勝目を挙げる。

### 3歳（2017年）

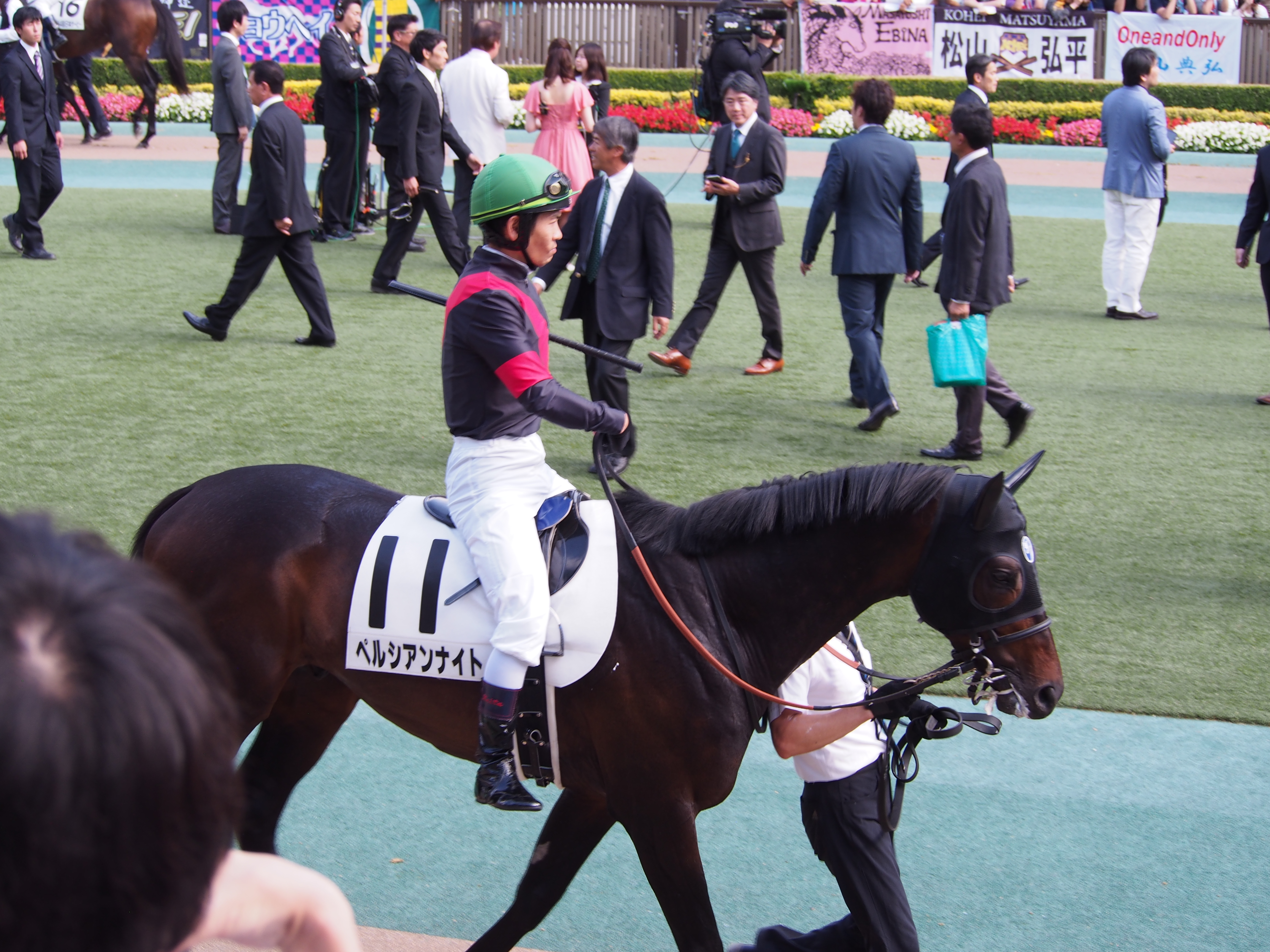
第84回東京優駿パドック
（2017年5月28日）

年明け初戦となった2017年1月8日のシンザン記念は1番人気に推されたが、重馬場がこたえて3着に終わる。2月25日のアーリントンカップは中団のやや後方を追走すると直線で一気にスパートしレッドアンシェルに3馬身差をつけ重賞初制覇を飾る。4月16日の皐月賞は後方追走から直線で馬場の内を突いて抜け出すものの同厩舎のアルアインの強襲にあいクビ差の2着に敗れる。5月28日の日本ダービーは主戦騎手のミルコ・デムーロがアドミラブルに騎乗するため、戸崎圭太に乗り替わったが7着に終わる。
秋に入り、10月21日の富士ステークスはエアスピネルに次ぐ2番人気で出走したが、不良馬場もあってか5着に敗れる。11月19日のマイルチャンピオンシップでは道中は後方に控え、直線で鋭く脚を伸ばすと最後は中団から抜け出したエアスピネルをゴール前で捕らえ、ハナ差でGI初制覇を飾る。3歳馬 (旧齢4歳)によるマイルCS制覇は2000年アグネスデジタル以来17年ぶりである。

### 4歳（2018年）
2月25日の中山記念から始動し1番人気に推されたが、スタートで出遅れて後方からの競馬となり、直線では最後方から前を追ったものの5着に終わった。続いて4月1日の大阪杯に出走。6番人気まで人気を落としたが、中団に位置を取って直線では大外から追い込んで2着に入った。
6月3日の安田記念ではスワーヴリチャードに次ぐ2番人気の支持を受けたが、直線では何度も前を塞がれる不利を受け、最後は伸びたものの6着に終わった。
10月20日の富士ステークスはメンバー中最も重い59kgを背負ったこともあり4番人気での出走となり、直線では進路が狭くなった影響を受けて伸びきれず5着となった。次走は連覇を目指して11月18日のマイルチャンピオンシップに出走。安田記念馬モズアスコット、毎日王冠を逃げ切ったアエロリットに次ぐ3番人気に推された。中団から競馬を進めて直線では内を突いて追い込んだが、ゴール前で叩き合いとなった3歳馬ステルヴィオにアタマ差及ばず2着に惜敗した。
その後は年内最終戦として12月9日の香港マイルにモズアスコット、ヴィブロスと共に出走。JRA内のオッズでは4連勝で臨んでいた現地のビューティージェネレーションに次ぐ2番人気の支持を受けた。道中では後方に待機し、直線で外に持ち出して前を追ったが、優勝したビューティージェネレーションから離された5着に敗れた。

### 5歳（2019年）
年内初戦には3月10日の金鯱賞を選択。上がり馬エアウィンザー、2017年2歳王者ダノンプレミアム、アルアインに次ぐ4番人気での出走となった。6番手で競馬を進めて直線で脚を伸ばしたものの、上位3頭からは離された4着に終わった。その後は3月31日の大阪杯に出走。前年の有馬記念勝ち馬ブラストワンピース、前年のジャパンカップでアーモンドアイの2着に入ったキセキに次ぐ3番人気に推されたが、直線で伸びずにデビュー以来初の二桁着順となる11着に大敗した。
6月2日の安田記念はアーモンドアイとダノンプレミアムの二強対決が注目を集めたが、本馬を管理する池江泰寿調教師が「生涯最高のデキ」と語るほどの好状態で出走した。しかしレースではスタート直後に大外16番枠のロジクライが内に斜行し、15番枠のダノンプレミアムや14番枠のアーモンドアイが大きな不利を受け、13番枠の本馬はアーモンドアイと内のロードクエストに挟まれて進路を塞がれる形となり、終始後方のまま10着で入線。レース後には鞍上のデムーロが「ノーコメント。信じられない」と取材を拒否する事態となった。（詳細は第69回安田記念を参照）
夏は札幌記念に参戦。4歳世代のGI馬（フィエールマン、ワグネリアン、ブラストワンピース）が人気を集める中、本馬は前年の覇者サングレーザーに次ぐ5番人気となる。レースでは道中先団の好位につけて直線で進出を試みるも伸び切れず5着に終わった。
秋の始動戦となった毎日王冠ではドイツの名手アンドレアシュ・シュタルケを鞍上に迎え、単勝オッズは4番人気に推された。レースでは道中は馬群の中団を進み、直線で追い上げるも4着止まりだった。続いて出走したマイルチャンピオンシップではオイシン・マーフィーとの新コンビを結成。単勝オッズは6番人気の評価となった。しかし、レースではスタートで出遅れながらも、直線では上がり33秒7の末脚を見せ、3着となった。その後は年内最終戦として前年に引き続き香港マイルに出走。後方からレースを進めて5着となり、この年を終える。

### 6歳（2020年）
3月1日の中山記念から始動。初騎乗となる池添謙一とのコンビで5番人気で出走となった。7番手で競馬を進め、上り3Fをメンバー最速の34.0秒で追い込むも、5着に終わった。
3月28にドバイのメイダン競馬場で開催されるドバイターフに出走予定だったが、新型コロナウイルスの影響で開催が中止となり、出国ののち帰国。
6月7日の安田記念に出走。アーモンドアイが断然の1番人気に支持される中、10番人気での出走となった。中団後方から運んだが、伸びがなく勝ち馬（グランアレグリア）から1秒以上離された9着に終わった。（詳細は第70回安田記念を参照）
6月28日の宝塚記念に出走。2200ｍ以上のレースは、2017年日本ダービー以来出走であった。13番人気での出走となり、内枠を生かして3番手からレースを進めるも、15着に終わった。
8月23日の札幌記念は大野拓弥と初コンビを組む。道中後方から脚を伸ばすも先に抜け出したノームコアに1馬身差の2着となり、久々の連対を果たす。
10月24日、この年からGIIに昇格した富士ステークスは12頭立て9番人気と低評価ながら4着に入線。続くマイルチャンピオンシップは後方2番手から脚を伸ばし7着となる。次走は有馬記念に出走、前走から900ｍの距離延長となるが2戦連続の7着に入る。（詳細は第65回有馬記念を参照）

### 7歳（2021年）
3か月の休養明けとなった年明け初戦は、前年度の三冠牝馬デアリングタクトや2019年の香港ヴァーズ勝ち馬グローリーヴェイズなどが参戦を表明してた金鯱賞となったが、10頭立て8番人気8着に終わる。続く大阪杯は13頭立て10着と惨敗に終わる。次走は鳴尾記念を選択、後方から脚を伸ばしたが4着に敗れた。前年2着に入った札幌記念は中団から早めに動いて勝ったソダシから0.1秒差に3着に入った。
次走として天皇賞・秋に出走することを発表した。レースでは後方から追い上げてくるも7着だった。その後、12月4日のチャレンジカップでは中団のやや後ろから脚を伸ばして3着と好走。12月26日の第66回有馬記念では見せ場なく14着と大敗した。翌2022年1月13日、G1サラブレッドクラブの公式サイトにおいて現役を引退し馬事公苑で乗馬となることを発表した。

### 引退後
2022年6月4・5日の第3回東京競馬から同競馬場所属の誘導馬としてデビューしている。その後、2023年に京都競馬場に移動し引き続き誘導馬として活動することとなった。

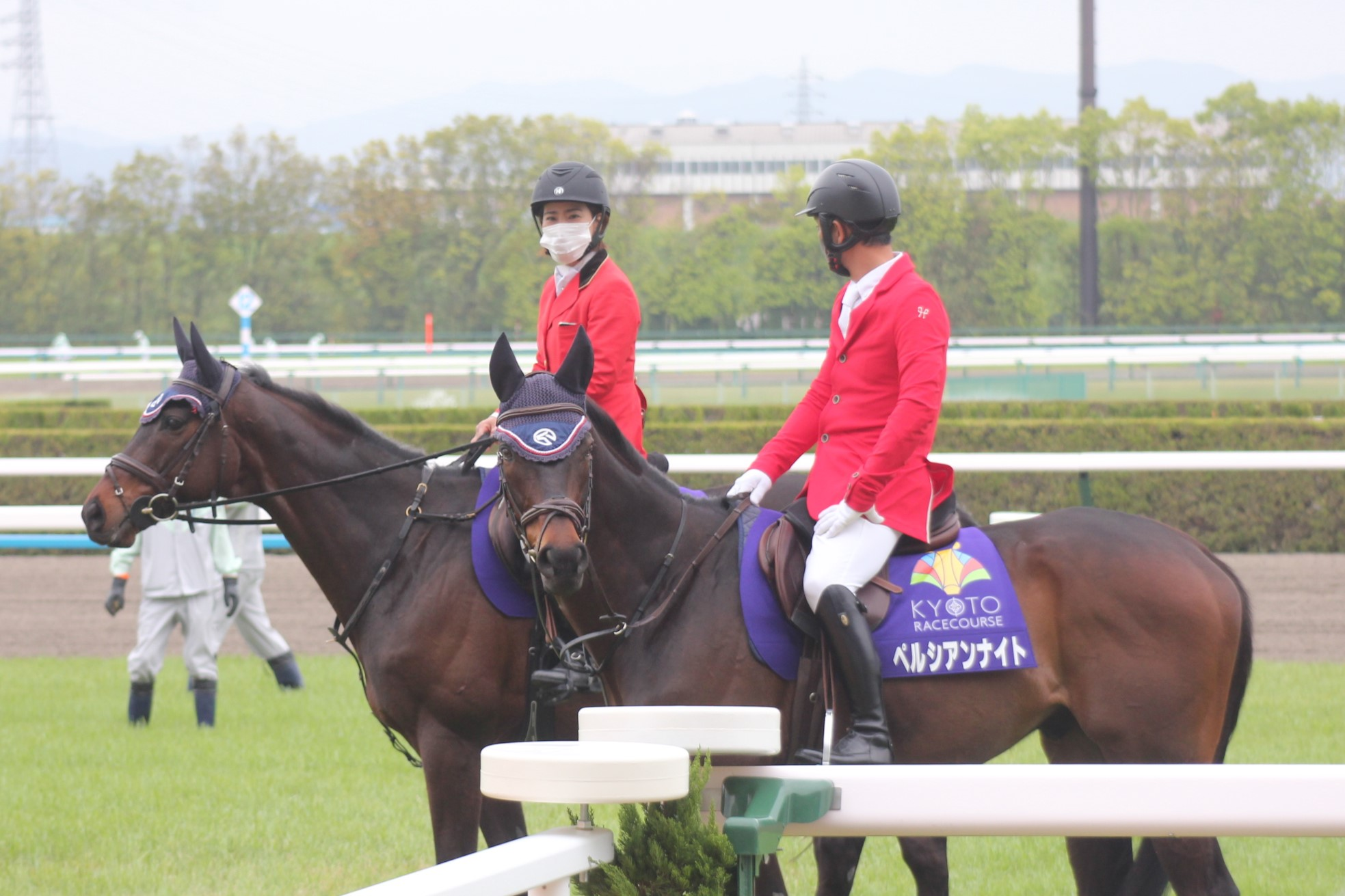
京都競馬場（2023年4月30日）

## 競走成績
以下の内容はnetkeiba.comおよび香港ジョッキークラブの情報に基づく。
| 競走日     | 競馬場 | 競走名        | 格      | 距離（馬場）  | 頭 数 | 枠 番 | 馬 番 | オッズ （人気） | 着順 | タイム （上がり3F） | 着差  | 騎手          | 斤量 [kg] | 1着馬（2着馬）       | 馬体重 [kg] |
| ---------- | ------ | ------------- | ------- | ------------- | ----- | ----- | ----- | --------------- | ---- | ------------------- | ----- | ------------- | --------- | -------------------- | ----------- |
| 2016.08.21 | 小倉   | 2歳新馬       |         | 芝1800m（良） | 10    | 8     | 10    | 001.50（1人）   | 01着 | R1:53.1（35.3）     | -0.5  | 0川田将雅     | 54        | （ハッシュタグ）     | 476         |
| 0000.10.22 | 東京   | アイビーS     | OP      | 芝1800m（良） | 9     | 8     | 9     | 002.40（1人）   | 02着 | R1:49.2（33.9）     | -0.3  | 0川田将雅     | 55        | ソウルスターリング   | 474         |
| 0000.12.11 | 中京   | こうやまき賞  | 500万下 | 芝1600m（良） | 13    | 4     | 4     | 001.30（1人）   | 01着 | R1:35.4（33.9）     | -0.2  | 0秋山真一郎   | 55        | （ジュンヴァリアス） | 476         |
| 2017.01.08 | 京都   | シンザン記念  | GIII    | 芝1600m（重） | 15    | 3     | 5     | 002.40（1人）   | 03着 | R1:37.8（37.5）     | -0.2  | 0M.デムーロ   | 56        | キョウヘイ           | 478         |
| 0000.02.25 | 阪神   | アーリントンC | GIII    | 芝1600m（良） | 12    | 6     | 8     | 001.90（1人）   | 01着 | R1:34.1（34.0）     | -0.5  | 0M.デムーロ   | 56        | （レッドアンシェル） | 482         |
| 0000.04.16 | 中山   | 皐月賞        | GI      | 芝2000m（良） | 18    | 4     | 7     | 008.10（4人）   | 02着 | R1:57.8（34.1）     | -0.0  | 0M.デムーロ   | 57        | アルアイン           | 480         |
| 0000.05.28 | 東京   | 東京優駿      | GI      | 芝2400m（良） | 18    | 6     | 11    | 011.90（6人）   | 07着 | R2:27.2（33.7）     | -0.3  | 0戸崎圭太     | 57        | レイデオロ           | 478         |
| 0000.10.21 | 東京   | 富士S         | GIII    | 芝1600m（不） | 15    | 3     | 5     | 004.00（2人）   | 05着 | R1:35.6（35.4）     | -0.8  | 0M.デムーロ   | 55        | エアスピネル         | 476         |
| 0000.11.19 | 京都   | マイルCS      | GI      | 芝1600m（稍） | 18    | 8     | 18    | 008.80（4人）   | 01着 | R1:33.8（33.9）     | -0.0  | 0M.デムーロ   | 56        | （エアスピネル）     | 488         |
| 2018.02.25 | 中山   | 中山記念      | GII     | 芝1800m（良） | 10    | 4     | 4     | 002.10（1人）   | 05着 | R1:47.9（34.4）     | -0.3  | 0M.デムーロ   | 57        | ウインブライト       | 482         |
| 0000.04.01 | 阪神   | 大阪杯        | GI      | 芝2000m（良） | 16    | 3     | 5     | 016.30（6人）   | 02着 | R1:58.3（33.7）     | -0.1  | 0福永祐一     | 57        | スワーヴリチャード   | 482         |
| 0000.06.03 | 東京   | 安田記念      | GI      | 芝1600m（良） | 16    | 3     | 5     | 006.10（2人）   | 06着 | R1:31.7（34.0）     | -0.4  | 0川田将雅     | 58        | モズアスコット       | 490         |
| 0000.10.20 | 東京   | 富士S         | GIII    | 芝1600m（良） | 18    | 7     | 13    | 006.30（4人）   | 05着 | R1:32.2（33.8）     | -0.5  | 0M.デムーロ   | 59        | ロジクライ           | 484         |
| 0000.11.18 | 京都   | マイルCS      | GI      | 芝1600m（良） | 18    | 1     | 2     | 006.50（3人）   | 02着 | R1:33.3（33.9）     | -0.0  | 0M.デムーロ   | 57        | ステルヴィオ         | 492         |
| 0000.12.09 | 沙田   | 香港マイル    | G1      | 芝1600m（良） | 14    | 14    | 2     | 008.30（2人）   | 05着 | R1:34.17            | -0.65 | 0M.デムーロ   | 57        | Beauty Generation    | 488         |
| 2019.03.10 | 中京   | 金鯱賞        | GII     | 芝2000m（稍） | 13    | 5     | 6     | 007.00（4人）   | 04着 | R2:00.8（34.7）     | -0.7  | 0M.デムーロ   | 57        | ダノンプレミアム     | 492         |
| 0000.03.31 | 阪神   | 大阪杯        | GI      | 芝2000m（良） | 14    | 7     | 11    | 007.30（3人）   | 11着 | R2:02.0（36.1）     | -1.0  | 0M.デムーロ   | 57        | アルアイン           | 494         |
| 0000.06.02 | 東京   | 安田記念      | GI      | 芝1600m（良） | 16    | 7     | 13    | 036.20（8人）   | 10着 | R1:31.8（32.7）     | -0.9  | 0M.デムーロ   | 58        | インディチャンプ     | 494         |
| 0000.08.18 | 札幌   | 札幌記念      | GII     | 芝2000m（良） | 14    | 7     | 11    | 017.70（5人）   | 05着 | R2:00.4（35.4）     | -0.3  | 0M.デムーロ   | 57        | ブラストワンピース   | 490         |
| 0000.10.06 | 東京   | 毎日王冠      | GII     | 芝1800m（良） | 10    | 6     | 6     | 013.00（4人）   | 04着 | R1:44.9（34.3）     | -0.5  | 0A.シュタルケ | 57        | ダノンキングリー     | 492         |
| 0000.11.17 | 京都   | マイルCS      | GI      | 芝1600m（良） | 17    | 4     | 7     | 017.60（6人）   | 03着 | R1:33.3（33.7）     | -0.3  | 0O.マーフィー | 57        | インディチャンプ     | 498         |
| 0000.12.08 | 沙田   | 香港マイル    | G1      | 芝1600m（良） | 10    | 6     | 3     | 064.00（7人）   | 05着 | R1:33.61            | -0.36 | 0O.マーフィー | 57        | Admire Mars          | 494         |
| 2020.03.01 | 中山   | 中山記念      | GII     | 芝1800m（良） | 9     | 5     | 5     | 009.30（5人）   | 05着 | R1:46.9（34.0）     | -0.6  | 0池添謙一     | 57        | ダノンキングリー     | 502         |
| 0000.06.07 | 東京   | 安田記念      | GI      | 芝1600m（稍） | 14    | 5     | 7     | 142.4（10人）   | 09着 | 01.32.7（34.6）     | -1.1  | 0田辺裕信     | 58        | グランアレグリア     | 502         |
| 0000.06.28 | 阪神   | 宝塚記念      | GI      | 芝2200m（稍） | 18    | 1     | 2     | 149.5（13人）   | 15着 | 02.18.0（40.5）     | -4.5  | 0和田竜二     | 58        | クロノジェネシス     | 500         |
| 0000.08.23 | 札幌   | 札幌記念      | GII     | 芝2000m（良） | 12    | 2     | 2     | 020.60（6人）   | 02着 | R1:59.6（34.5）     | -0.2  | 0大野拓弥     | 57        | ノームコア           | 500         |
| 0000.10.24 | 東京   | 富士S         | GII     | 芝1600m（良） | 12    | 7     | 10    | 013.10（9人）   | 04着 | R1:33.9（35.2）     | -0.5  | 0大野拓弥     | 57        | ヴァンドギャルド     | 490         |
| 0000.11.22 | 阪神   | マイルCS      | GI      | 芝1600m（良） | 17    | 8     | 15    | 165.8（11人）   | 07着 | R1:32.6（33.2）     | -0.6  | 0大野拓弥     | 57        | グランアレグリア     | 500         |
| 0000.12.27 | 中山   | 有馬記念      | GI      | 芝2500m（良） | 16    | 4     | 8     | 148.1（12人）   | 07着 | R2:35.6（36.2）     | -0.6  | 0大野拓弥     | 57        | クロノジェネシス     | 500         |
| 2021.03.14 | 中京   | 金鯱賞        | GII     | 芝2000m（重） | 10    | 7     | 8     | 051.60（8人）   | 08着 | R2:02.6（36.9）     | -0.8  | 0大野拓弥     | 57        | ギベオン             | 500         |
| 0000.04.04 | 阪神   | 大阪杯        | GI      | 芝2000m（重） | 13    | 4     | 5     | 111.30（9人）   | 10着 | R2:04.2（38.4）     | -2.6  | 0幸英明       | 57        | レイパパレ           | 498         |
| 0000.06.05 | 中京   | 鳴尾記念      | GIII    | 芝2000m（良） | 13    | 4     | 4     | 011.30（7人）   | 04着 | R2:01.6（34.2）     | -0.9  | 0幸英明       | 57        | ユニコーンライオン   | 492         |
| 0000.08.22 | 札幌   | 札幌記念      | GII     | 芝2000m（良） | 13    | 5     | 7     | 028.20（8人）   | 03着 | R1:59.6（35.2）     | -0.1  | 0横山武史     | 57        | ソダシ               | 502         |
| 0000.10.31 | 東京   | 天皇賞（秋）  | GI      | 芝2000m（良） | 16    | 7     | 13    | 159.1（13人）   | 07着 | R1:58.7（33.1）     | -0.8  | 0大野拓弥     | 58        | エフフォーリア       | 490         |
| 0000.12.04 | 阪神   | チャレンジC   | GIII    | 芝2000m（良） | 11    | 6     | 7     | 010.00（5人）   | 03着 | R2:01.6（33.9）     | -0.6  | 0岩田望来     | 57        | ソーヴァリアント     | 502         |
| 0000.12.26 | 中山   | 有馬記念      | GI      | 芝2500m（良） | 16    | 1     | 1     | 062.3（11人）   | 14着 | R2:34.6（38.8）     | -2.6  | 0C.デムーロ   | 57        | エフフォーリア       | 500         |

- 香港のオッズ・人気は香港ジョッキークラブのもの。

## 血統表
| ペルシアンナイトの血統                       | ペルシアンナイトの血統                                     | ペルシアンナイトの血統       | （血統表の出典）             | （血統表の出典） |
| 父系                                         | ダンジグ系                                                 | ダンジグ系                   | ダンジグ系                   | [ § 2 ]          |
| 父 *ハービンジャー Harbinger（英） 2006 鹿毛 | 父の父Dansili 1996 黒鹿毛                                  | *デインヒル                  | Danzig                       | Danzig           |
| 父 *ハービンジャー Harbinger（英） 2006 鹿毛 | 父の父Dansili 1996 黒鹿毛                                  | *デインヒル                  | Razyana                      |                  |
| 父 *ハービンジャー Harbinger（英） 2006 鹿毛 | 父の父Dansili 1996 黒鹿毛                                  | Hasili                       | Kahyasi                      | Kahyasi          |
| 父 *ハービンジャー Harbinger（英） 2006 鹿毛 | 父の父Dansili 1996 黒鹿毛                                  | Hasili                       | Kerali                       |                  |
| 父 *ハービンジャー Harbinger（英） 2006 鹿毛 | 父の母Penang Pearl 1996 鹿毛                               | Bering                       | Arctic Tern                  | Arctic Tern      |
| 父 *ハービンジャー Harbinger（英） 2006 鹿毛 | 父の母Penang Pearl 1996 鹿毛                               | Bering                       | Beaune                       |                  |
| 父 *ハービンジャー Harbinger（英） 2006 鹿毛 | 父の母Penang Pearl 1996 鹿毛                               | Guapa                        | Shareef Dancer               | Shareef Dancer   |
| 父 *ハービンジャー Harbinger（英） 2006 鹿毛 | 父の母Penang Pearl 1996 鹿毛                               | Guapa                        | Sauceboat                    |                  |
| 母 オリエントチャーム 2002 鹿毛              | 母の父*サンデーサイレンス Sunday Silence（米） 1986 青鹿毛 | Halo                         | Hail to Reason               | Hail to Reason   |
| 母 オリエントチャーム 2002 鹿毛              | 母の父*サンデーサイレンス Sunday Silence（米） 1986 青鹿毛 | Halo                         | Cosmah                       |                  |
| 母 オリエントチャーム 2002 鹿毛              | 母の父*サンデーサイレンス Sunday Silence（米） 1986 青鹿毛 | Wishing Well                 | Understanding                | Understanding    |
| 母 オリエントチャーム 2002 鹿毛              | 母の父*サンデーサイレンス Sunday Silence（米） 1986 青鹿毛 | Wishing Well                 | Mountain Flower              |                  |
| 母 オリエントチャーム 2002 鹿毛              | 母の母*ニキーヤ Nikiya（米） 1993 鹿毛                     | Nureyev                      | Northern Dancer              | Northern Dancer  |
| 母 オリエントチャーム 2002 鹿毛              | 母の母*ニキーヤ Nikiya（米） 1993 鹿毛                     | Nureyev                      | Special                      |                  |
| 母 オリエントチャーム 2002 鹿毛              | 母の母*ニキーヤ Nikiya（米） 1993 鹿毛                     | Reluctant Guest              | Hostage                      | Hostage          |
| 母 オリエントチャーム 2002 鹿毛              | 母の母*ニキーヤ Nikiya（米） 1993 鹿毛                     | Reluctant Guest              | Vaguely Royal                |                  |
| 母系(F-No.)                                  | (FN:9-h)                                                   | (FN:9-h)                     | (FN:9-h)                     | [ § 3 ]          |
| 5代内の近親交配                              | Northern Dancer 5･5×4=12.50%                               | Northern Dancer 5･5×4=12.50% | Northern Dancer 5･5×4=12.50% | [ § 4 ]          |
| 出典                                         | 1. 2. 3. 4.                                                | 1. 2. 3. 4.                  | 1. 2. 3. 4.                  | 1. 2. 3. 4.      |

- 伯父にゴールドアリュール、叔父にゴールスキー（2010年マイルチャンピオンシップ3着、2014年根岸ステークス1着）
- 伯母ラバヤデールの仔にソロル（2014年マーチステークス1着、2017年小倉サマージャンプ1着）、孫にミッキーヌチバナ（アンタレスステークス1着）がいる。
- そのほかの近親にディアマイダーリン（2015年クイーン賞）。